# Эвкомис
Эвко́мис, также эукомис (лат. Eucomis) — род однодольных цветковых растений, включённый в семейство Спаржевые (Asparagaceae).

## Название
Научное название рода, данное ему Шарлем Луи Леритье де Брютелем в 1788 году, образовано от др.-греч. εῦκόμης — «красивоволосый», что относится к строению соцветий растений.

## Ботаническое описание
Представители рода — многолетние луковичные травянистые растения с крупными блестящими яйцевидными луковицами. Листья многочисленные, прикорневые, лентовидные или яйцевидные, блестящие.
Стрелка цилиндрическая, несущая густую кисть цветков, на верхушке с несколькими зелёными прицветниками. Околоцветник разделён на шесть бледно окрашенных, сросшихся в основании, не опадающих после цветения долей. Тычинки в количестве 6, нитевидные, к основанию расширяющиеся. Завязь трёхгнёздная, обратнояйцевидная или округлая.
Плод — трёхрёберная коробочка, раскрывающаяся по трём швам. Семена округлые или яйцевидные, тёмно-коричневые или чёрные.

## Ареал
В дикой природе эвкомисы распространены в Южной Африке. В цветоводстве наиболее часто выращиваются 4 вида — Eucomis autumnalis, Eucomis bicolor, Eucomis comosa и Eucomis pallidiflora.

## Таксономия
|  |                                      |  |                                                         |                                                         |                     |  | ещё 13 семейств (согласно Системе APG III) |                     |                     |          |
|  |                                      |  |                                                         |                                                         |                     |  |                                            |                     |                     | 10 видов |
|  |                                      |  |                                                         | порядок Спаржецветные                                   |                     |  |                                            |                     | род Эвкомис         |          |
|  |                                      |  |                                                         | порядок Спаржецветные                                   |                     |  |                                            |                     | род Эвкомис         |          |
|  | отдел Цветковые, или Покрытосеменные |  |                                                         |                                                         | семейство Спаржевые |  |                                            |                     |                     |          |
|  | отдел Цветковые, или Покрытосеменные |  |                                                         |                                                         |                     |  |                                            |                     |                     |          |
|  |                                      |  | ещё 58 порядков цветковых растений (по Системе APG III) | ещё 58 порядков цветковых растений (по Системе APG III) |                     |  |                                            | ещё более 140 родов | ещё более 140 родов |          |
|  |                                      |  |                                                         | ещё 58 порядков цветковых растений (по Системе APG III) |                     |  |                                            |                     | ещё более 140 родов |          |

### Синонимы
- Basilaea Juss. ex Lam., 1785, nom. rej.
- Corona regalis Dill., 1732, nom. inval.

### Виды
- Eucomis autumnalis (Mill.) Chitt., 1951 — Эвкомис осенний
- Eucomis bicolor Baker, 1878 — Эвкомис двуцветный
- Eucomis comosa (Houtt.) Wehrh., 1929 — Эвкомис хохлатый
- Eucomis humilis Baker, 1895
- Eucomis montana Compton, 1967
- Eucomis pallidiflora Baker, 1887 — Эвкомис бледноцветковый
- Eucomis regia (L.) L'Hér., 1789
- Eucomis schijffii Reyneke, 1976
- Eucomis vandermerwei Verd., 1944
- Eucomis zambesiaca Baker, 1886 — Эвкомис замбезийский